# 丸山武夫
丸山 武夫（まるやま たけお、1904年7月19日 - 1997年10月29日）は、ドイツ文学者、獨協大学名誉教授。
群馬県生まれ。東京帝国大学独文科卒。東大教養学部助教授、教授、1965年定年退官、獨協大学教授、外国語学部長。1975年定年退任、名誉教授。
1997年、呼吸不全のため死去。

## 著書
- 『ノヴァーリス』世界評論社、1949 世界文学はんどぶつく
- 『標準ドイツ文法』共立出版、1955
- 『ドイツ文法入門』第三書房、1956
- 『ドイツ文法小辞典』編 研究社辞書部、1961

## 翻訳
- ゲスタ・ベルリングの伝説　ゼルマ・ラーゲルレフ 白水社 1941-1942
- オランダ独立史.フリードリッヒ・シラー 1949 岩波文庫

## 参考
- 文藝年鑑1975